# El asalto (película de 1986)
El asalto (en neerlandés: De Aanslag) es una adaptación cinematográfica de 1986 de la |novela homónima de Harry Mulisch. La película fue dirigida y producida por Fons Rademakers. El personaje principal es interpretado por Derek de Lint (en el presente) y Marc van Uchelen (en su juventud), mientras que Monique van de Ven desempeña dos funciones diferentes, una en el presente, la esposa y uno en el pasado (la mujer que participó en el asalto y que se reúne más tarde la misma noche en un calabozo oscuro).

## Trama
La familia de Anton Steenwijk fue asesinada por los nazis y su casa incendiada en 1945, después de que el cadáver de un colaborador, ejecutado por la resistencia holandesa, se encuentra fuera de su casa. La historia se mueve entre el final de la Segunda Guerra Mundial y el presente, a raíz de Steenwijk en búsqueda de la verdad.

## Reparto
| Actor                               | Personaje                        | Notas                                          |
| ----------------------------------- | -------------------------------- | ---------------------------------------------- |
| Derek de Lint                       | Anton Steenwijk                  |                                                |
| Marc van Uchelen                    | Young Anton Steenwijk            |                                                |
| Monique van de Ven                  | Saskia de Graaff / Truus Coster  |                                                |
| John Kraaijkamp Sr.                 | Cor Takes                        | Acreditado como John Kraaykamp                 |
| Huub van der Lubbe                  | Fake Ploeg                       |                                                |
| Elly Weller                         | Sra. Beumer                      |                                                |
| Ina van der Molen                   | Karin Korteweg                   |                                                |
| Frans Vorstman                      | Padre Steenwijk                  |                                                |
| Edda Barends                        | Madre Steenwijk                  |                                                |
| Casper de Boer                      | Peter Steenwijk                  |                                                |
| Wim de Haas                         | Sr. Korteweg                     |                                                |
| Hiske van der Linden                | Joven Karin Korteweg             |                                                |
| Piet de Wijn                        | Sr. Beumer                       |                                                |
| Akkemay                             | Sandra                           |                                                |
| Kees Coolen                         | Gerrit-Jan                       |                                                |
| Eric van Heyst                      | Sr. de Graaff                    |                                                |
| Mies de Heer                        | Elisabeth                        |                                                |
| Oliver Domnick                      | Hombre de SD                     |                                                |
| Amadeus August                      | Hauptsturmführer                 |                                                |
| Matthias Hell                       | Feldwebel                        |                                                |
| Horst A. Reichel                    | Oficial alemán                   | Acreditado como Horst Reichel                  |
| Ludwig Haas                         | Gral. von Braunstein             |                                                |
| Michel van Rooy                     | Joven Cor Takes                  |                                                |
| Guus Hermus                         | Sr. van Lennep                   |                                                |
| Manon Alving                        | Sra. de Graaff                   |                                                |
| Tabe Bas                            | Jaap                             |                                                |
| Cas Baas                            | Henk                             |                                                |
| Egbert van Paridon                  | Geert                            |                                                |
| Okke Jager                          | Clérigo                          |                                                |
| Eric van der Donk                   | Simon                            |                                                |
| Ab Abspoel                          | Hombre en pub                    |                                                |
| Pierre Bokma                        | Estudiante                       |                                                |
| Willem van de Sande Bakhuyzen       | Estudiante                       | Acreditado como Willem van de Sande Bakhuijzen |
| Filip Bolluyt                       | Estudiante                       |                                                |
| Jan Pieter Koch                     | Estudiante                       |                                                |
| Gijs de Lange                       | Estudiante                       |                                                |
| Kees Hulst                          | Estudiante                       |                                                |
| Kenneth Oakley                      | Guía en la Abadía de Westminster |                                                |
| Eric van der Hoff                   | Bastiaan                         |                                                |
| Krijn ter Braak                     | Tío Peter                        |                                                |
| Nico Jansen                         | Guardia en comando               |                                                |
| Willem van Rinsum                   | Agente                           |                                                |
| Lex Wiertz                          | Herring Seller                   |                                                |
| Christian Golusda                   | Oficial alemán                   |                                                |
| Harold Bendig                       | Oficial alemán                   |                                                |
| Monique Spijker                     | Mesero de café                   |                                                |
| Paula Petri                         | Mujer en ventana                 |                                                |
| Mike Bendig                         | Joven Falso Ploeg                |                                                |
| Norman Longdon                      | Gral. Inglés                     |                                                |
| Lisa Takacs                         | Pequeña Sandra                   |                                                |
| Rogier van Gestel                   | Peter, edad de 18 años           |                                                |
| Marco Ramos                         | Peter, edad de 8 años            |                                                |
| Dott. Martini                       | Doctor                           |                                                |
| Anton Kothuis                       | Narrador                         |                                                |
| Rest of cast listed alphabetically: |                                  |                                                |
| Marc Klein Essink                   | Estudiante                       | No acreditado                                  |

## Premios
La película ganó el Óscar a la mejor película extranjera en 1986,  el Globo de Oro a la mejor película en lengua no inglesa y la Aguja Espacial de Oro del Festival Internacional de Cine de Seattle.